# Paul Snoekprijs
De Paul Snoekprijs is een literatuurprijs die wordt uitgereikt door het stadsbestuur van Sint-Niklaas, de geboorteplaats van Paul Snoek. De prijs bekroont een bundel Nederlandstalige poëzie en werd voor het eerst uitgereikt vijf jaar na zijn overlijden. Hij werd ingesteld als vijfjarige prijs, in 2001 werd dat omgezet in een driejarige prijs. De prijs bestaat uit een geldbedrag van vierduizend euro.
- 1986: Rutger Kopland voor Dit uitzicht [1]
- 1991: Peter Verhelst voor Obsidiaan [2]
- 1996: Stefan Hertmans voor Muziek voor de overtocht
- 2001: Anneke Brassinga voor haar bundel Huisraad (1998)
- 2004: Nachoem Wijnberg voor zijn bundel Vogels
- 2007: Joost Zwagerman voor zijn bundel Roeshoofd hemelt (2005).
- 2010: Peter Holvoet-Hanssen voor zijn de bundel 'Navagio' [3]
- 2013: Tonnus Oosterhoff voor zijn bundel Leegte lacht
- 2016: Alfred Schaffer voor zijn bundel Mens Dier Ding[4]
- 2019: Charlotte Van den Broeck voor haar bundel Nachtroer[5]
- 2022: Paul Demets voor zijn bundel De landsheer van de Lethe (2021)
- 2025: Ester Naomi Perquin voor haar bundel Ongevraagd advies (2022)